# Örjan Nyström
Örjan Nyström, pseudonym Per Forsman, född 20 juni 1949 i Falköping, är en svensk författare och utredare inom fackföreningsrörelsen i Göteborg. Han har skrivit flera böcker tillsammans med framlidne Anders Nilsson, ombudsman på LO Göteborg. Han har även varit förtroendevald inom Statsanställdas förbund/Seko då han arbetade på SJ:s godsbangårdar. Han har skrivit flera böcker om arbetslivets och arbetarrörelsens utveckling. Han har bidragit till flera rapporter från Arbetarrörelsens tankesmedja och Tankeverksamheten.
Tillsammans med Hans och Lars Nyström har han även skrivit lärobokspaketet Perspektiv på historien för gymnasieskolan.